# Heinrich von Mügeln

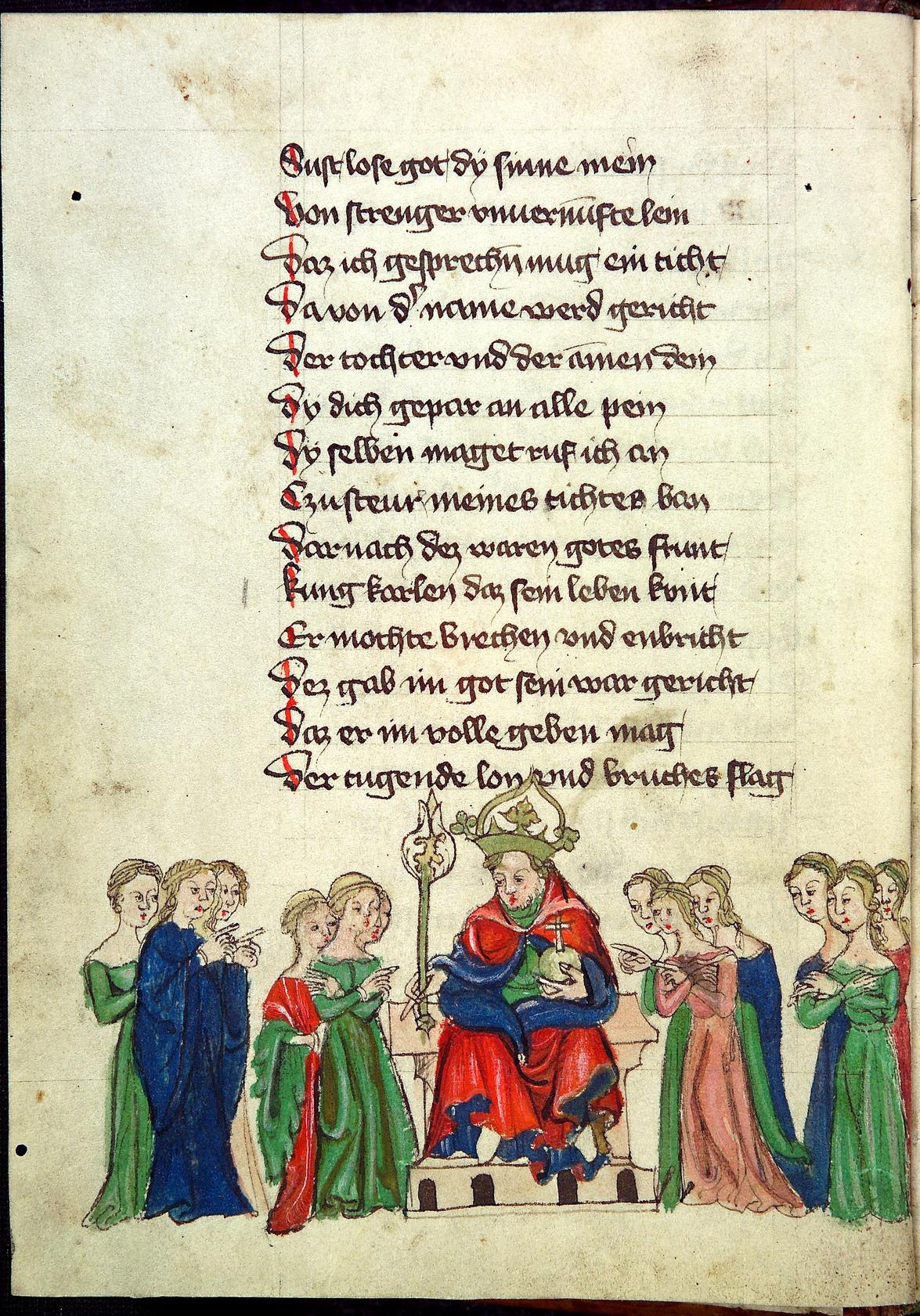
Cod. Pal. germ. 14, Blatt 2v: Heinrich von Mügeln, Der Meide Kranz – Kaiser Karl IV. hört sich die Argumente der Wissenschaften und Künste an, welcher von ihnen der Vorrang gebührt

Heinrich von Mügeln (auch Hainreich von Müglein, Heinrich Mogelin; geboren und gestorben im 14. Jahrhundert) war ein deutscher Sangspruchdichter und Übersetzer chronikalischer und religiöser Texte.
Die Meistersinger des 15. und 16. Jahrhunderts sahen Heinrichs Dichtung als vorbildlich an und zählten ihn zu den Zwölf alten Meistern.

## Leben und Bildung

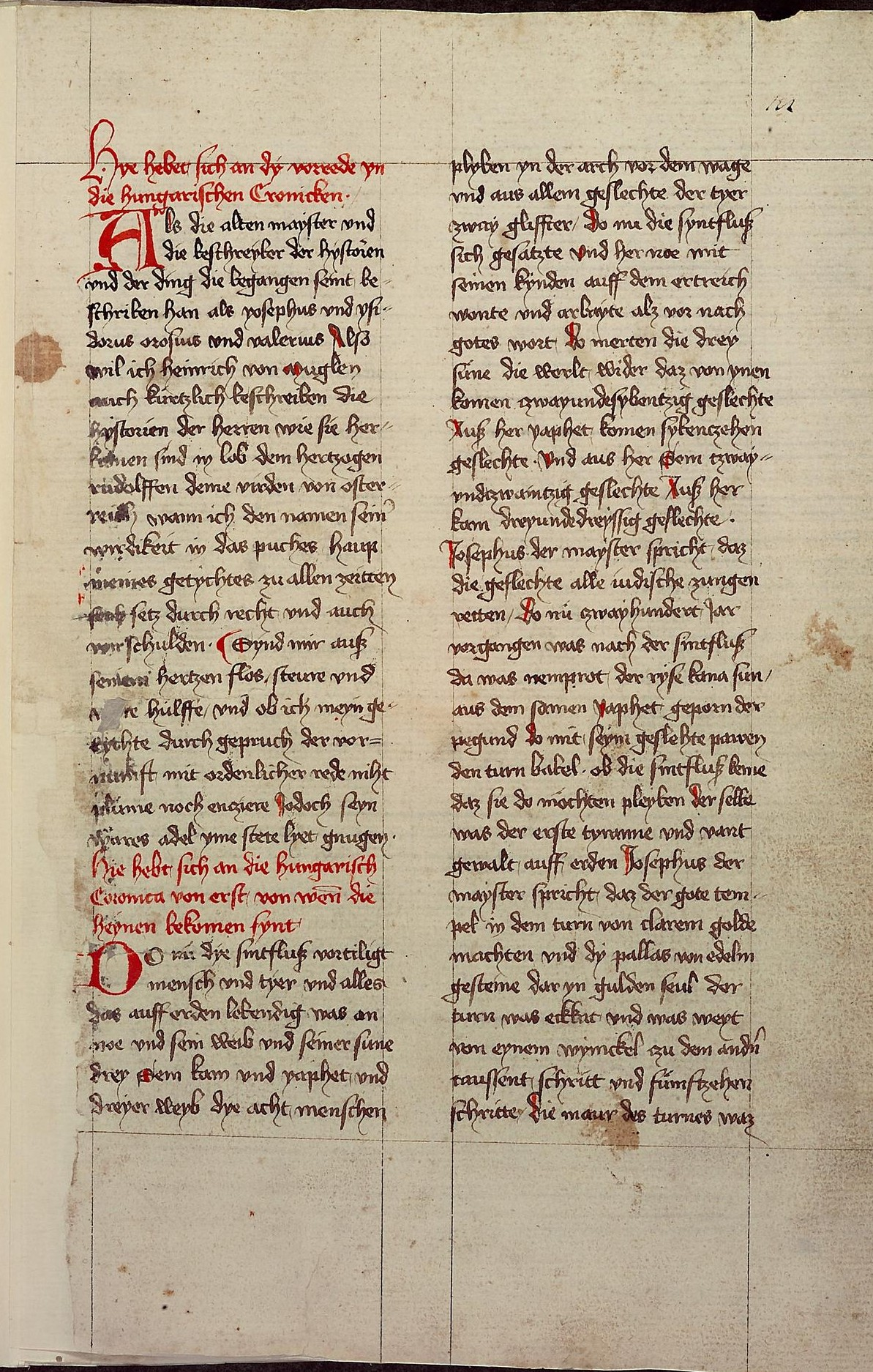
Cod. Pal. germ. 5, Blatt 18r: Heinrich von Mügeln: Ungarnchronik (deutsch) – erste Textseite

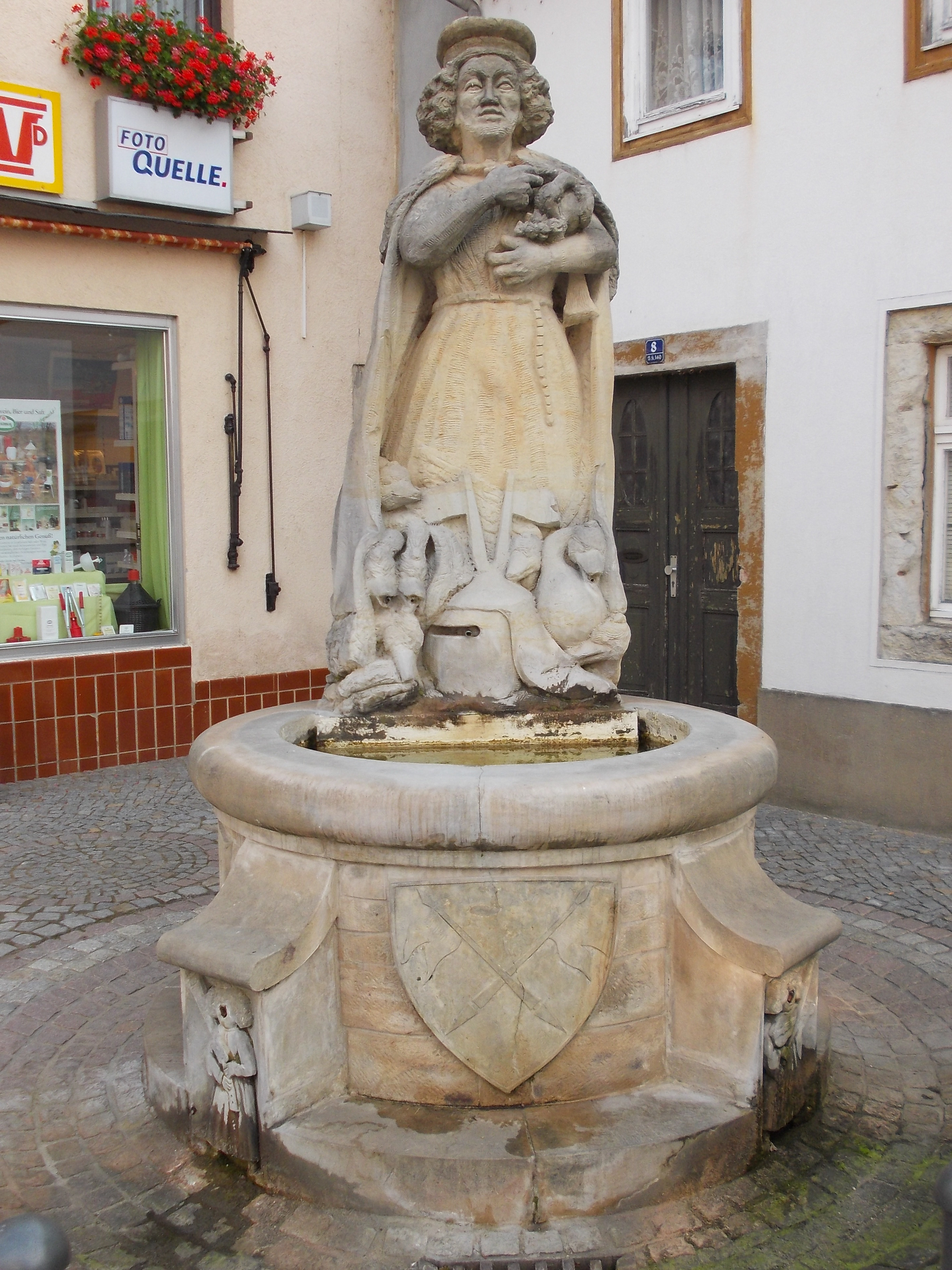
Heinrich von Mügeln gewidmeter Brunnen in Mügeln, einem der Orte, für die die Abstammung Heinrichs diskutiert wurde

Über Heinrichs Lebensumstände ist wenig bekannt; was sich wissen lässt, ist einzig aus seinen eigenen Werken überliefert, über die Erwähnung bestimmter historischer Personen oder Umstände oder über kurze Selbstnennungen.
Heinrich lebte um die Mitte des 14. Jahrhunderts. Die ältere germanistische Forschung ging davon aus, dass Heinrich dem Laienstand angehörte, dies schien durch eine Selbstaussage des Dichters ausdrücklich betont: in seinem Marienpreis-Sangspruch Der Tum bezeichnet er sich gleich zweimal als „leie“. Dagegen konnte im 20. Jahrhundert gezeigt werden, dass von einem Bildungsstand des Dichters ausgegangen werden muss, wie er eigentlich nur bei einem Kleriker (oder mit dem entsprechender Ausbildung) erwartet werden kann. Heinrich hatte breite Kenntnisse in den Bereichen der Artes liberales, der Philosophie und der Theologie.
Eine einzige Jahreszahl seines Lebens ist sicher überliefert: Heinrich stellte seiner Valerius-Maximus-Auslegung (siehe unter Werke) eine Widmung für den österreichischen Landesmarschall Hertneid von Pettau in der Steiermark voran, diese ist auf das Jahr 1369 datiert. In dieser Widmung schreibt er außerdem über sich selbst „ich Hainreich von Müglein, gesessen pey der Elbe in dem land zü Meissen“, daraus wurde geschlossen, dass er aus einem Ort namens Mügeln in der Markgrafschaft Meißen stammte, wo sich die Angabe auf drei verschiedene Orte beziehen könnte.
Aus weiteren Werk-Widmungen lässt sich ablesen, dass vermutlich Herzog Rudolf IV. von Österreich (1339–1365) und König Ludwig I. von Ungarn (1326–1382) zu Heinrichs Auftraggebern gehörten. Besondere Wertschätzung brachte er Kaiser Karl IV. (1316–1378) entgegen, den er mehrfach in seinem Werk erwähnt. Diese Zusammenhänge lassen folgende Feststellungen zu seinen Lebensstationen zu: Heinrich erwähnt selbst den Raum Meißen, und er hielt sich während seiner Schaffensperiode um die Mitte des 14. Jahrhunderts an den Höfen in Prag, Wien und Budapest sowie im Herzogtum Steiermark auf.

## Werke
Heinrich war ein belesener und produktiver Autor, von ihm sind insgesamt sechs einzelne Werke erhalten, teilweise mit breiter Überlieferung, dazu mehr als 400 Sangspruchdichtungen.
- Der Meide Kranz ist eine kunstvoll konstruierte allegorische Reimpaarrede in drei Teilen.[11] Das Werk wurde nicht vor 1355 abgeschlossen, vermutlich aber im engen Zusammenhang mit der Krönung des Kaisers Karl IV. in diesem Jahr.[12] Zunächst streiten die zwölf Wissenschaften und Künste (Philosophia, Gramatica, Loica, Rethorica, Arismetica, Geometria, Musica, Astronomia, Phisica, Alchimia, Metaphisica und Theologia) vor Kaiser Karl IV. um den Vorrang in der Krone (Kranz) der Jungfrau (Meide) Maria. Der Kaiser entscheidet für die Theologia. Im zweiten Teil geht es um den Rangstreit zwischen der Nature und den zwölf Tugenden (Wisheit, Gerechtikeit, Sterke, Meßikeit, Mildikeit, Demütikeit, Warheit, Barmherzikeit, Fride, Libe, Hoffenung und Geloube). Hier ist die Theologia zur Entscheidung aufgerufen, die den Tugenden den Vorrang gibt. Schließlich argumentiert im dritten Teil nochmals die Nature für ihre Vorrangstellung, sie verweist auf die Macht der ihr untergeordneten zwölf Sternbilder des Tierkreises. Dies wird vom Dichter selbst zugunsten der von Gott gegebenen Tugenden zurückgewiesen.[13] Das Werk ist in vier Handschriften überliefert.[14]

- Chronicon Henrici de Mügeln Germanice Conscriptum ist die deutschsprachige Prosa-Ungarnchronik Heinrichs. Durch die Widmung für Herzog Rudolf IV. von Österreich kann das Werk auf dessen Regierungszeit (1358–1365) datiert werden.[15] Grundlage der Übersetzung war eine verlorene lateinische Darstellung. Die Chronik behandelt in 73 Kapiteln die Geschichte Ungarns von der „Sündflut“ bis 1333. Das Werk ist in 10 Textzeugen überliefert.[16]

- Chronicon Rhythmicum Henrici de Mügeln ist die Rückübersetzung der vorgenannten deutschsprachigen Prosa-Ungarnchronik in eine kunstvoll gebaute lateinische Fassung in 11 Teilen. Die Widmung für König Ludwig I. von Ungarn erlaubt eine Datierung auf die Zeit enger Zusammenarbeit zwischen Ludwig und Rudolf, also etwa die Jahre 1359–1362.[17] Der erste Teil des Werks ist in Prosa verfasst die übrigen zehn in gereimten Versen. Dabei werden die ersten drei Töne als nota mensurata auctoris bezeichnet. Es sind für Heinrich selbst typische Töne, das Vorkommen dieser Töne führte zur Zuschreibung an Heinrich als Autor des Textes. Das Werk ist Fragment geblieben; und da es nur in einem einzigen Zeugnis überliefert ist (Wien, cod. 3352), bleibt unklar, ob Heinrich das Werk nicht fortschrieb oder ob ein Überlieferungsfehler vorliegt.[18]

- Expositio in Valerium Maximum ist eine gelehrte Auslegung des Werks Factorum et dictorum memorabilium libri novem von Valerius Maximus in deutscher Sprache.[19] Es wird durch die oben behandelte Widmung mit der Datierung 1369 zum einzigen festen Nachweis zur zeitlichen Einordnung des Lebens Heinrichs. Das Werk ist in 23 Textzeugnissen überliefert.[20]

Die anderen erhaltenen Werke Heinrichs sind nicht datierbar:
- Heinrichs Sangspruchdichtung war der Anlass der späteren Meistersinger, ihn in die Reihe ihrer Vorbilder aufzunehmen. Heinrich orientiert sich in der Wahl seiner Themen und Formen  an den älteren Sangspruchdichtern.[21] Sein eigener Beitrag zur Entwicklung der Lyrik besteht in der Betonung philosophischer Gesichtspunkte und in seiner Ausformung des geblümten Stils in der bewussten Fortführung der Vorlagen insbesondere der Konrads von Würzburg. Die wichtigste, fast vollständige Überlieferung der Sangsprüche bietet die seit 1798[22] in der Universitätsbibliothek Göttingen erhaltene Handschrift (cod. philos. 21). Die dort aufbewahrten Texte auf 274 Blättern waren „wohl von Anfang an als einheitlicher Codex konzipiert“.[23] Insgesamt sind 16 Textzeugen mit Sangsprüchen Heinrichs erhalten.[24]

- Artes liberales ist eine Vorstellung von 15 Wissenschaften und Kunstfertigkeiten der Menschen, je in drei Abschnitten: 1.) Prosa, 2.) Mensura (13-zeilige Strophe mit rhythmischen Versen), 3.) Metrum (Hexameter). Das Werk ist in einer Handschrift überliefert (München, clm 14574).[25]

- Libri tocius Biblie ist eine Kurzfassung des Alten Testaments in lateinischer Prosa, eigentlich mit der Ankündigung im Text, dass es auch in Deutsch vorliegen sollte. Der deutsche Text fehlt jedoch beim einzigen Überlieferungsträger in der Universitätsbibliothek Prag (Nr. 1302, VII.E.13). In der Göttinger Handschrift hat sich ein deutscher Text erhalten, eine genauere Untersuchung der Abhängigkeiten steht jedoch aus (Stand 2020).[26]

Von Mitte des 19. Jahrhunderts bis in die 1980er Jahre wurde auch die Übersetzung eines Psalmenkommentars von Nikolaus von Lyra, für die seither mehr als 70 Textzeugen gefunden wurden, als Werk Heinrichs von Mügeln behandelt. Das Werk war Heinrich zugeschrieben worden, weil in der Psalmenkommentar-Handschrift der Stiftsbibliothek in Rein (cod. 204) sein Kolophon mit überliefert war. Inzwischen gilt der Österreichische Bibelübersetzer (Notname) als Autor.